# David Bramwell

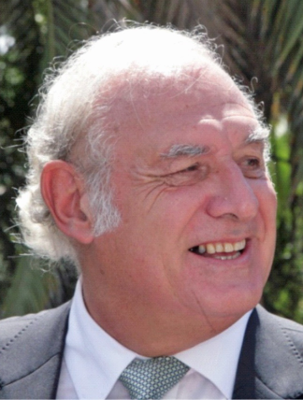
David Bramwell

David Bramwell MBE (ur. 25 listopada 1942, zm. 20 stycznia 2022) – angielski botanik i taksonom. Był dyrektorem Jardín Botánico Canario Viera y Clavijo na Gran Canaria od 1974 do 2012 roku. Urodził się w Ormskirk w Anglii. Bramwell był dyrektorem Katedry UNESCO ds. Ochrony Bioróżnorodności Roślin w Makaronezji i Afryce Zachodniej w latach 2011–2014.
Zmarł w Liverpoolu w Anglii 20 stycznia 2022 roku w wieku 79 lat.